# Новочеркаск
Новочеркаск (рус. Новочеркасск) град је у Русији у Ростовској области. Налази се на десној обали река Тузлов и Аксај. Новочеркаск је бивши главни град Донских козака. Према попису становништва из 2010. у граду је живело 169.039 становника.

## Географија

### Клима
| Клима Новочеркаска                                                                                      | Клима Новочеркаска | Клима Новочеркаска | Клима Новочеркаска | Клима Новочеркаска | Клима Новочеркаска | Клима Новочеркаска | Клима Новочеркаска | Клима Новочеркаска | Клима Новочеркаска | Клима Новочеркаска | Клима Новочеркаска | Клима Новочеркаска | Клима Новочеркаска |
| Показатељ \ Месец                                                                                       | .Јан.              | .Феб.              | .Мар.              | .Апр.              | .Мај.              | .Јун.              | .Јул.              | .Авг.              | .Сеп.              | .Окт.              | .Нов.              | .Дец.              | .Год.              |
| --- | ------------------ | ------------------ | ------------------ | ------------------ | ------------------ | ------------------ | ------------------ | ------------------ | ------------------ | ------------------ | ------------------ | ------------------ | ------------------ |
| Средњи максимум, °C (°F)                                                                                | −2 (28)            | −1 (30)            | 5 (41)             | 16 (61)            | 23 (73)            | 26 (79)            | 30 (86)            | 28 (82)            | 23 (73)            | 14 (57)            | 7 (45)             | 1 (34)             | 14 (57)            |
| Просек, °C (°F)                                                                                         | −5,7 (21,7)        | −4,8 (23,4)        | 0,6 (33,1)         | 9,4 (48,9)         | 16,2 (61,2)        | 20,2 (68,4)        | 23,0 (73,4)        | 22,1 (71,8)        | 16,3 (61,3)        | 9,2 (48,6)         | 2,5 (36,5)         | −2,6 (27,3)        | 8,9 (48)           |
| Средњи минимум, °C (°F)                                                                                 | −8 (18)            | −8 (18)            | −3 (27)            | 5 (41)             | 11 (52)            | 15 (59)            | 17 (63)            | 16 (61)            | 11 (52)            | 5 (41)             | 0 (32)             | −5 (23)            | 5 (41)             |
| Количина падавина, mm (in)                                                                              | 60 (23,6)          | 40 (15,7)          | 40 (15,7)          | 50 (19,7)          | 55 (21,7)          | 60 (23,6)          | 55 (21,7)          | 40 (15,7)          | 40 (15,7)          | 30 (11,8)          | 55 (21,7)          | 80 (31,5)          | 605 (238,2)        |
| Извор: ЯнДецс-погода [значения средней температуры взяты из СНиП 23-01-99* «Строительная климатология»] |                    |                    |                    |                    |                    |                    |                    |                    |                    |                    |                    |                    |                    |

## Историја
Новочеркаск је основан 1805. као административно средиште Земаља Донскег домаћина, када су становници черкаске "станица (управна јединица) били присиљени да напусте њихове насеље на обалама Дона због честих поплава.
За време Октобарске револуције и Руског грађанског рата, тј., Новочеркаск је био срце донске контрареволуције. Црвена армија је коначно истерала белоармејце из овог града 7. јануара 1920. године. За време Другог светског рата Новочеркаск је окупирала Нацистичка Немачка током друге половине 1942. и почетка 1943. године. 1962. године, локалне побуне због глади је насилно угушила совјетска војска; догађај је познат као Новочеркаски масакр.
Новочеркаск је једном био седиште архиепископије Васељенске патријаршије. Има саборну цркву из 1904, атаманову палату, споменике Матвеју Платову и Јермаку Тимофејевичу из 1904. године.
Путеви које воде до Новочеркаска су означени славолуцима победе, подигнутим у знак сећања на козачку победу над Наполеоном.

## Становништво
Према прелиминарним подацима са пописа, у граду је 2010. живело 169.039 становника, 1.783 (1,04%) мање него 2002.
| 1939.  | 1959.  | 1970.   | 1979.   | 1989.   | 2002.   | 2010.   |
| ------ | ------ | ------- | ------- | ------- | ------- | ------- |
| 75.917 | 95.453 | 162.365 | 183.055 | 187.973 | 170.822 | 168.746 |

## Рођени у Новочеркаску
- Алексеј Каледин (1861-1918), руски генерал и атаман козачке Донске војске у време Октобарске револуције.
- Александар Лебед (1950-2002), совјетски и руски официр, политичар и гувернер Краснојарске Покрајине од 1998. до 2002. године.
- Јуриј Седих (1955-2021), атлетичар у дисциплини бацање кладива.
- Људмила Андонова (1961), бивша атлетичарка у скоку увис.

## Међународна сарадња
- Исерлон, Немачка - од 1990те
- Ла Валета, Француска
- Кронштат, Русија
- Сремски Карловци, Србија